# Campionati del mondo di ciclocross 2017 - Gara femminile Under-23
La seconda edizione della gara femminile Under-23 dei Campionati del mondo di ciclocross 2017 si svolse il 28 gennaio 2017 con partenza ed arrivo da Bieles in Lussemburgo, su un percorso totale di 15,55 km. La vittoria fu appannaggio dell'olandese Annemarie Worst, la quale terminò la gara in 43'47", alla media di 21,31 km/h, precedendo la statunitense Ellen Noble e la britannica Evie Richards terza.
Presero il via furono 45 cicliste di 17 nazionalità, 43 completarono la gara.

## Squadre partecipanti
| N. Cicliste | Cod. | Squadra       |
| ----------- | ---- | ------------- |
| 5           | ITA  | Italia        |
| 5           | NLD  | Paesi Bassi   |
| 5           | USA  | Stati Uniti   |
| 4           | CZE  | Cechia        |
| 4           | FRA  | Francia       |
| 3           | GBR  | Gran Bretagna |
| 3           | SUI  | Svizzera      |
| 2           | AUS  | Australia     |
| 2           | AUT  | Austria       |

| N. Cicliste | Cod. | Squadra     |
| ----------- | ---- | ----------- |
| 2           | ESP  | Spagna      |
| 2           | GER  | Germania    |
| 2           | POL  | Polonia     |
| 1           | BEL  | Belgio      |
| 1           | CAN  | Canada      |
| 1           | DEN  | Danimarca   |
| 1           | JPN  | Giappone    |
| 1           | LUX  | Lussemburgo |
| 1           | SVK  | Slovacchia  |

## Classifica (Top 10)
| Pos. | Corridore                  | Squadra     | Tempo   |
| ---- | -------------------------- | ----------- | ------- |
| 1    | Annemarie Worst            | Paesi Bassi | 43'47"  |
| 2    | Ellen Noble                | Stati Uniti | a 10"   |
| 3    | Evie Richards              | Regno Unito | a 26"   |
| 4    | Laura Verdonschot          | Belgio      | a 1'08" |
| 5    | Manon Bakker               | Paesi Bassi | a 1'41" |
| 6    | Nikola Nosková             | Cechia      | a 1'44" |
| 7    | Ceylin del Carmen Alvarado | Paesi Bassi | a 2'17" |
| 8    | Emma White                 | Stati Uniti | a 2'37" |
| 9    | Malene Degn                | Danimarca   | a 2'45" |
| 10   | Inge van der Heijden       | Paesi Bassi | a 2'57" |